# Uțkove, Putîvl
Uțkove (în ucraineană Уцькове) este un sat în comuna Maciulîșcea din raionul Putîvl, regiunea Sumî, Ucraina.

## Demografie
Componența lingvistică a localității Uțkove
     Rusă (93,9%)
     Ucraineană (6,1%)
Conform recensământului din 2001, majoritatea populației localității Uțkove era vorbitoare de rusă (93,9%), existând în minoritate și vorbitori de ucraineană (6,1%).